# (13770) Commerson
(13770) Commerson (1998 ST145) – planetoida z grupy pasa głównego asteroid okrążająca Słońce w ciągu 5,33 lat w średniej odległości 3,05 j.a. Odkryta 20 września 1998 roku.